# محادثة جيدة
المحادثة الجيدة هي العملية المستمرة للكتاب والمفكرين الذين يرجعون إلى أعمال أسلافهم ويبنون عليها ويحسنونها. وتتميز هذه العملية من قبل الكتاب في الكنسي الغربي إجراء مقارنات وتلميحات لأعمال الكتاب في وقت سابق. على هذا النحو
هو اسم يستخدم في الترويج للكتب الكبرى في العالم الغربي التي نشرتها شركة موسوعة بريتانيكا. في عام 1952. وهو أيضاً عنوان (1) المجلد الأول من الطبعة الأولى من هذه المجموعة من الكتب، الذي كتبه المنظر التعليمي روبرت ماينارد هاتشينز، و(2) مجلد ملحق للطبعة الثانية (1990)، كتبه الفيلسوف مورتيمر ج. أدلر. وفقا لهاتشينز، «إن تقاليد الغرب تتجسد في المحادثة الكبرى التي بدأت في فجر التاريخ والتي استمرت حتى يومنا هذا». قال أدلر
ما يربط المؤلفين معاً في مجتمع فكري هو الحوار الكبير الذي ينخرطون فيه. في الأعمال التي تأتي في وقت لاحق في تسلسل السنوات، نجد المؤلفين الاستماع إلى ما كان أسلافهم ليقولوا عن هذه الفكرة أو تلك، وهذا الموضوع أو ذاك.
إنهم لا يقتصرون فقط على فكرة أسلافهم، بل يستجيبون لها أيضًا من خلال التعليق عليه بطرق متنوعة.

## روابط خارجية
- The Tradition of the West – chapter one of "The Great Conversation" online
- Hutchins, Robert. "The Classic Essay for The Great Books (extended excerpt of "The Great Conversation" that comes with the Second Edition of the Great Books of the Western World)" (PDF) (بالإنجليزية). Archived from the original (PDF) on 2014-11-22.
- Great Conversation book discussion group